# Obelisco

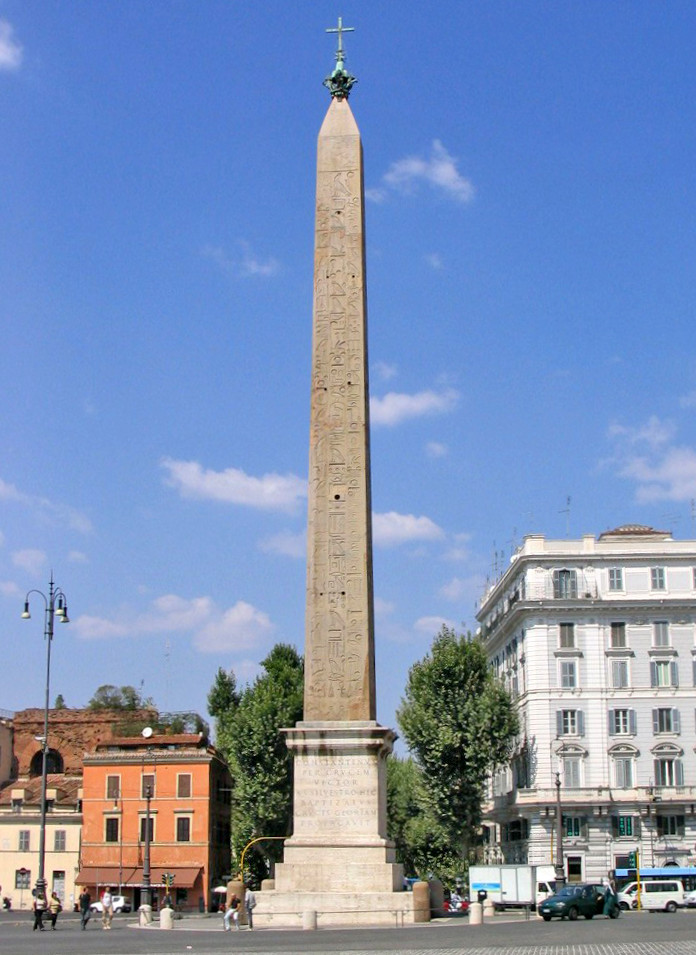
L'Obelisco Lateranense, in piazza San Giovanni in Laterano a Roma. Con i suoi 32,18 metri è l'obelisco egizio più alto del mondo.

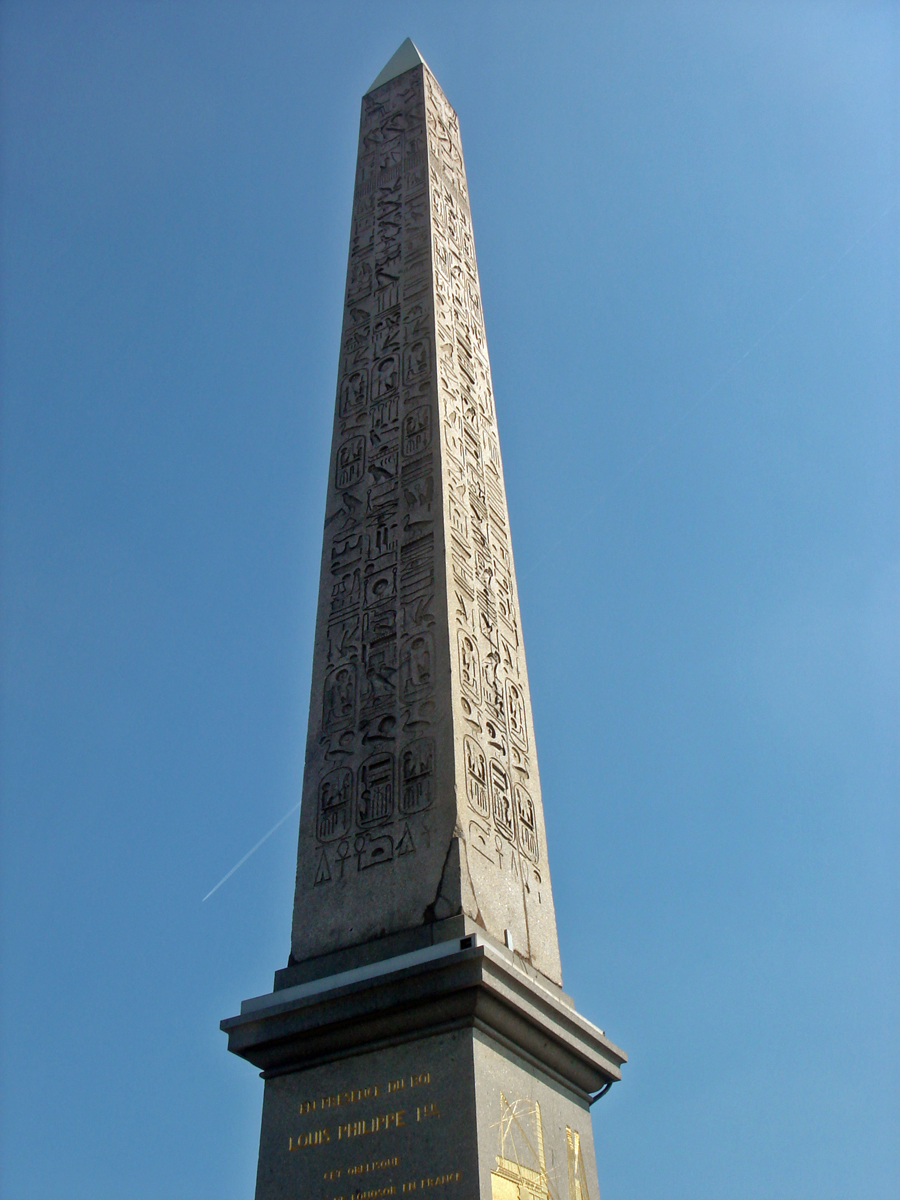
L'obelisco di Luxor in Place de la Concorde a Parigi

L'obelisco è un monumento celebrativo formato da un tronco di piramide alto e stretto, spesso coperto da geroglifici sui quattro lati, che culmina con una punta piramidale chiamata pyramidion. Gli obelischi antichi venivano ricavati da un unico blocco di pietra (un monolito).
Gli obelischi sono monumenti di origine egizia.
 Furono largamente imitati, dall'antichità fino all'epoca moderna.
Il nome deriva dal greco 'obelos', ovvero spiedo e 'obelisco' è un diminutivo che vuol dire 'spiedino'. Si differenzia dalla stele che invece si riferisce generalmente a un monolito.

## Obelischi egizi

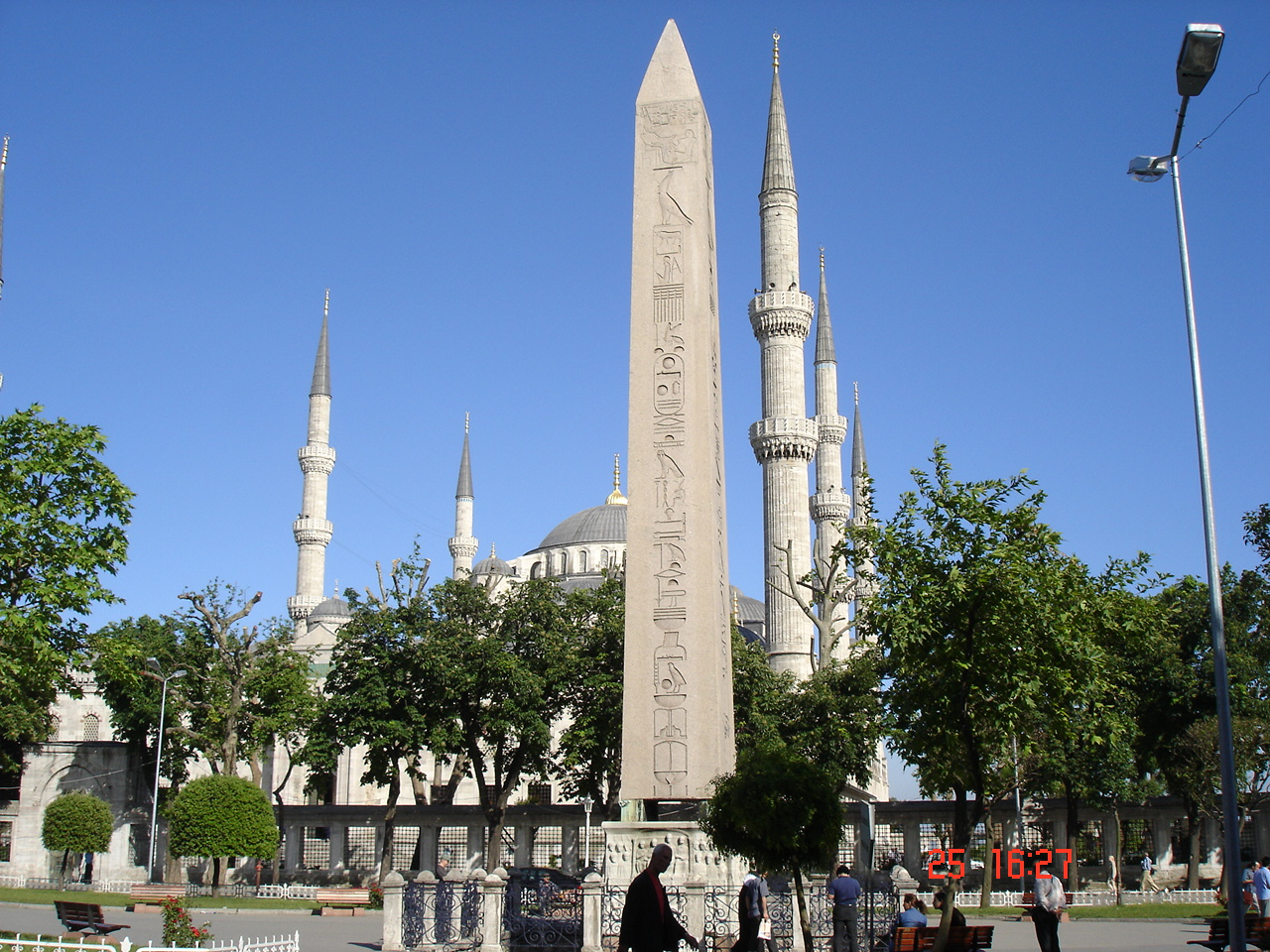
L'Obelisco di Teodosio a Istanbul

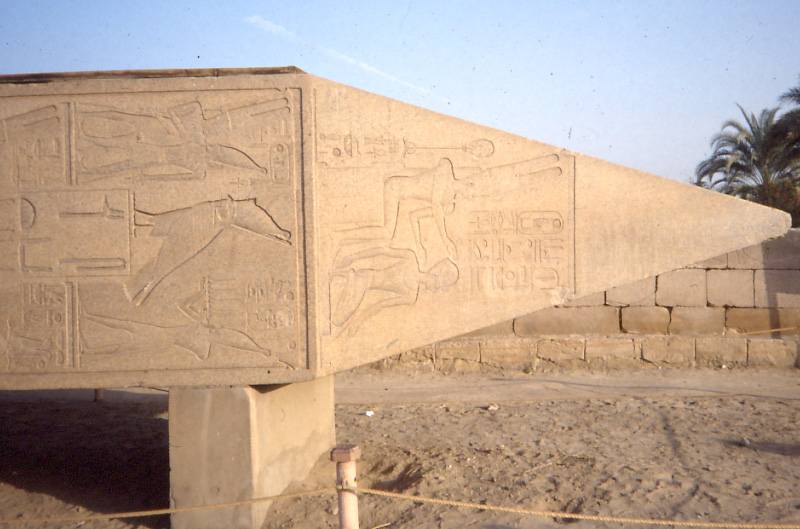
Punta dell'obelisco caduto di Hatshepsut, a Karnak

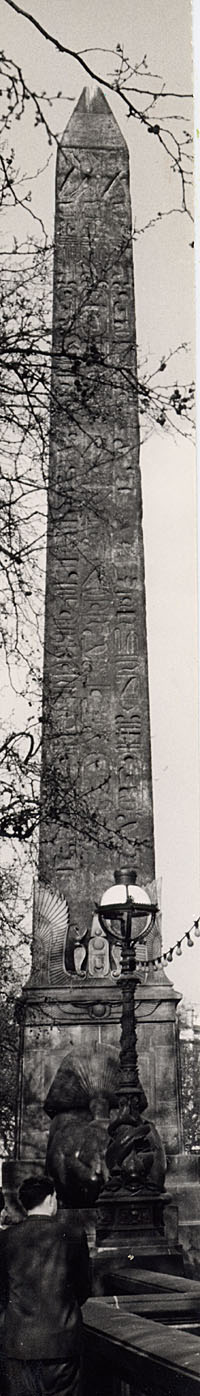
LAgo di Cleopatra sulla riva del Tamigi a Londra

Gli obelischi erano parte importante dell'architettura degli antichi Egizi, che li disponevano a coppie all'ingresso dei templi. Si è a conoscenza di ventisette antichi obelischi egizi sopravvissuti ed eretti. In una cava nei pressi di Assuan è presente un grande obelisco incompiuto, lungo 42 metri e disteso su un fianco, la cui estrazione non è stata completata a causa di fenditure comparse nella roccia.
Gli esemplari dell'Antico Regno erano fatti di mattoni come quello di Setibtawy ad Abu Gurab mentre quelli del Nuovo Regno erano monoliti in granito. Il più antico obelisco di cui si ha notizia fu eretto a Eliopoli durante il regno di Teti (2345-2333 a.C.). È rimasta la parte superiore di un obelisco in quarzite la cui altezza originale era di circa tre metri.
La cuspide identificava il Benben ed era quasi sempre ricoperta di lamine d'oro, elettro o rame dorato affinché brillasse fulgida illuminata dai raggi solari.
L'obelisco simboleggiava il Dio del sole Ra, e durante la breve riforma religiosa di Akhenaton si diceva fosse un raggio di sole pietrificato dell'aten, il disco solare. Si pensava inoltre che il dio esistesse all'interno della sua struttura.
I romani erano infatuati degli obelischi, al punto che oggi gli obelischi che si trovano a Roma sono più numerosi di quelli rimasti in Egitto. I romani inoltre scolpirono i loro obelischi in stile egizio, e se ne conoscono cinque situati a Roma.
Non tutti gli obelischi egizi prelevati durante l'Impero Romano vennero collocati a Roma. Erode il Grande imitò i suoi patroni romani e innalzò un obelisco egizio in granito rosso nell'ippodromo della sua nuova grande città, Cesarea, nella Palestina settentrionale. Questo obelisco venne scoperto dagli archeologi e rieretto nel suo luogo d'origine.
A Costantinopoli, nel 390, l'imperatore Teodosio I fece trasportare un obelisco, originariamente eretto da Thutmose III, per porlo nell'ippodromo di Costantinopoli, su una base appositamente costruita, dove resistette a crociati e turchi ottomani e dove si trova ancora oggi nella piazza dell'Ippodromo della moderna Istanbul.
Diversi altri degli originali obelischi egizi sono stati trasportati e ri-eretti in tutto il mondo. Gli esempi più noti al di fuori di quelli romani sono la coppia dei cosiddetti Aghi di Cleopatra a Londra e New York e l'Obelisco di Luxor in Place de la Concorde a Parigi.
Sono noti 29 antichi obelischi egizi, dei quali 15 si trovano in Italia:
- Roma - A Roma sono presenti 9 obelischi (più 1, quello Vaticano) provenienti dall'antico Egitto.
  - Obelisco Agonale, in piazza Navona (16,53 m)
  - Obelisco di Dogali, nei giardini presso viale delle terme di Diocleziano
  - Obelisco del Pantheon, in piazza della Rotonda, Ramses II (6,34 m)
  - Obelisco Flaminio, in Piazza del Popolo, Ramses II (24 m)
  - Obelisco Lateranense, vicino al Palazzo del Laterano, Thutmose III. Con un'altezza di 32,18 metri, è il più alto del mondo (supera i 45 m con il basamento)
  - Obelisco Minerveo, in piazza della Minerva (5,47 m)
  - Obelisco di Villa Celimontana, Ramses II (2,68 m)
  - Obelisco del Quirinale, in piazza del Quirinale (14,63 m)
  - Obelisco Solare, in piazza di Monte Citorio, Psammetico II (21,79 m)
- Città del Vaticano (1)
  - Obelisco Vaticano, in piazza San Pietro (25,50 m)
- Firenze (1) - Obelisco di Boboli, nel Giardino di Boboli
- Catania (1) - Obelisco di Catania, in piazza del Duomo
- Urbino (1) - Obelisco di Urbino
- Benevento (2) - Obelischi egizi di Benevento, Tempio di Iside
- Egitto (7)
  - Obelisco di Thutmose I, Tempio di Karnak, Luxor
  - Obelisco incompiuto di Assuan, Assuan
  - Obelisco di Ramses II, Tempio di Luxor
  - Obelisco di Hatshepsut, Tempio di Karnak, Luxor
  - Obelisco di Hatshepsut #2, Tempio di Karnak, Luxor[1]
  - Obelisco di Sesostris I, Eliopoli, Il Cairo
  - Obelisco di Seti II, Tempio di Karnak, Luxor
- Regno Unito (3)
  - Ago di Cleopatra (obelisco di Thutmose III), sul Victoria Embankment a Londra
  - Obelisco di Amenhotep II, nel Museo Orientale, Università di Durham
  - Obelisco di Tolomeo IX (obelisco di File), a Wimborne Minster
- Francia (1) - Obelisco di Luxor, in Place de la Concorde a Parigi
- Palestina (1) - Obelisco di Cesarea
- Turchia (1) - Obelisco di Thutmose III a Istanbul
- Stati Uniti d'America (1) - Obelisco di Thutmose III in Central Park a New York

## Antiche imitazioni degli obelischi egizi
I popoli confinanti con l'Egitto e i romani, che occuparono il paese sotto Augusto, restarono affascinati da questo monumento e costruirono obelischi d'imitazione. La conoscenza dei geroglifici e il loro uso nei monumenti onorari egizi rimase fino all'epoca tarda dell'impero.   
Viene invece impropriamente chiamato obelisco il cd. obelisco nero di re Salmanassar III, una grande stele che esalta in bassorilievi le gesta del re assiro; il reperto è risalente al IX secolo a.C. ed oggi conservato al British Museum di Londra.
- Obelisco di Axum, scolpito attorno al IV secolo a.C. durante il regno axumita dell'antica Etiopia, e portato in Italia dopo la guerra d'Etiopia, come bottino di guerra ed eretto a Roma nel 1937 in Piazza di Porta Capena, accanto all'attuale sede della FAO. Nel 2003 il governo italiano lo restituì all'Etiopia, e nel 2005 giunse nella città di Axum
- Obelisco Esquilino, imitazione romana, sito a Roma
- Obelisco Sallustiano, imitazione romana, sito a Roma
- Obelisco del Pincio, imitazione romana, sito a Roma
- Obelisco di Monaco, imitazione romana, già a Roma, ora a Monaco di Baviera
- Obelisco del Circo romano di Arles, obelisco romano del IV secolo, privo di iscrizioni, ora ricollocato in Place de la République ad ArlesObelisco della Spagna

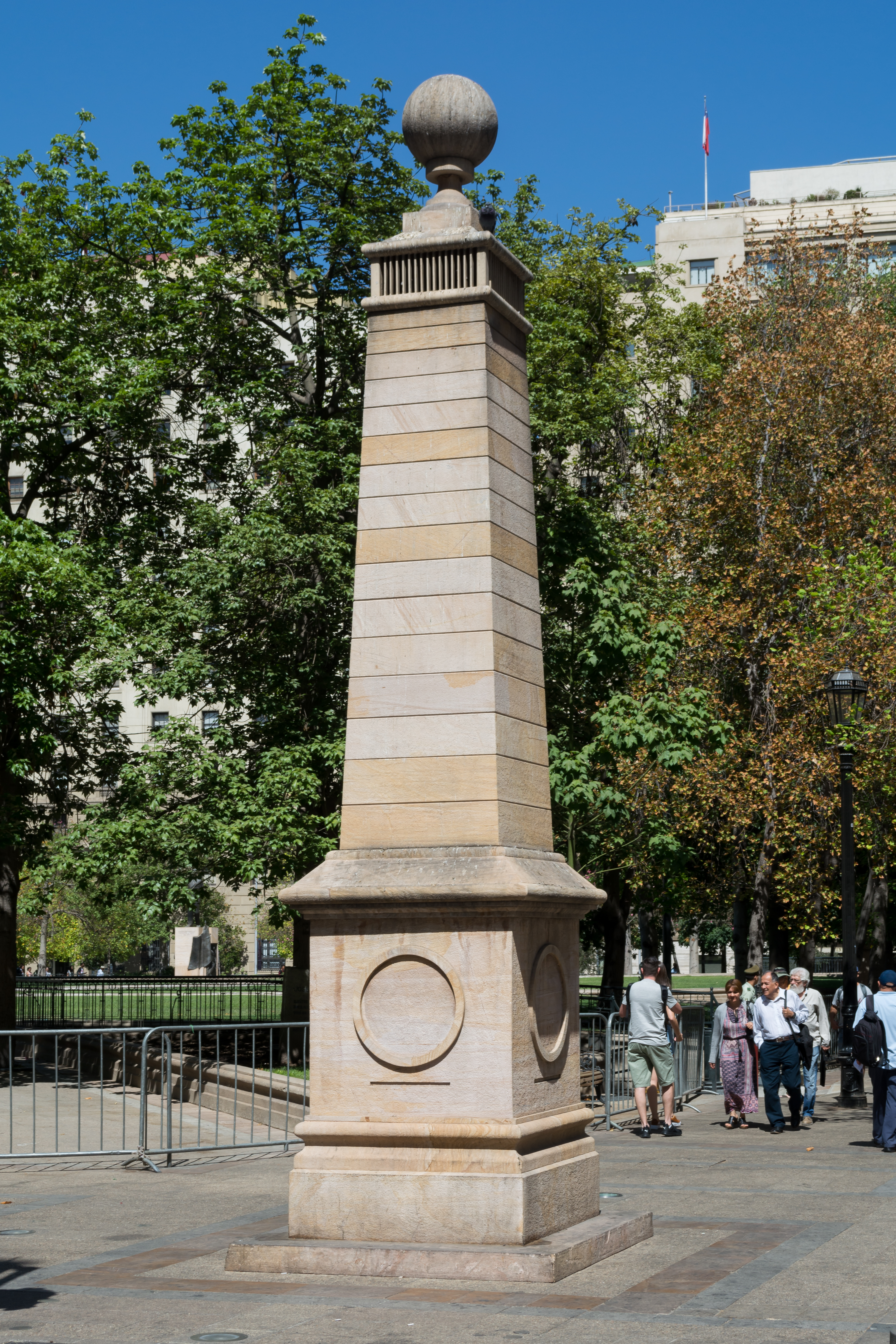
Obelisco della Spagna

## Obelischi moderni
In epoca moderna sono stati costruiti diversi monumenti a forma di obelisco.
- Obelisco Carolino, eretto da Carlo III di Spagna a Bitonto nel 1734 in memoria della Battaglia di Bitonto
- Stowe School, Buckinghamshire: General Wolfe's Obelisk, 1754
- Villa Medici, Roma: una copia di un obelisco egiziano venne spostato nel 1790 dal Giardino di Boboli a Firenze
- Patriots' Grave, Vecchio cimitero, Arlington, Massachusetts (1818)
- Bunker Hill Monument, Charlestown (Massachusetts), costruito tra il 1827 e il 1843, fu il primo obelisco pubblico eretto negli Stati Uniti.
- Il Bennington Battle Monument a Bennington, Vermont
- L'obelisco di Opicina a Trieste eretto nel 1839 durante l'Impero Asburgico
- Villa Torlonia, Roma; vennero eretti due obelischi nel 1842
- A Cornuda, sul monumento ossario ai caduti del 1848, opera dello scultore trevigiano Antonio Carlini
- L'obelisco a ricordo delle Leggi Siccardi eretto nel 1853 a Torino in Piazza Savoia
- Il Monumento a Washington a Washington, Stati Uniti venne costruito tra il 1848 e il 1888 ed è uno dei più alti del mondo, con una misura di 169,2 mt. e destinato ad uso pubblico nel 1907
- McKinley Monument, in Niagara Square, a Buffalo, New York, Stati Uniti
- The William Dudley Chipley Memorial, in Plaza Ferdinand VII, Pensacola, Florida, destinato ad uso pubblico nel 1901
- Obelisco di Montevideo, a Montevideo, Uruguay, costruito nel 1930
- Foro Italico, Roma (sul Lungotevere Maresciallo Diaz), obelisco eretto nel 1932 in onore di Mussolini.
- Monte Salviano, Avezzano, obelisco commemorativo del terremoto della Marsica del 1915 realizzato nel 1965 da Pasquale Di Fabio
- Obelisco di Buenos Aires, Argentina, costruito nel 1936
- Demidov's Stolp, a Barnaul, Siberia, Russia
- Un piccolo obelisco si trova al Trinity site, il luogo in cui avvenne la prima esplosione di una bomba atomica
- Lancia di luce, nel centro di Terni ad opera di Arnaldo Pomodoro nel 1995
- Obelisco alla città-eroina di Leningrado
- Obelisco di Piazza Indipendenza a Bellinzona (Svizzera) costruito nel 1903 a cent'anni dall'Atto di Mediazione di Napoleone che rese indipendente il canton Ticino e che lo fece entrare, a pieni diritti, nella Confederazione elvetica dopo trecento anni di sudditanza ai cantoni svizzeri sovrani.
- Colonna d'Illiria in piazza della Rivoluzione francese a Lubiana, in Slovenia, costruito nel 1929 su progetto dell'architetto Jože Plečnik e dello scultore Lojze Dolinar. Sull'obelisco sono visibili due opere in bronzo, una raffigurante Napoleone ed una il volto femminile dell'Illiria. Il monumento fu chiamato Colonna d'Illiria in onore delle province Illiriche costituite da Napoleone dal 1809 al 1813.
- L'obelisco della Fontana dei Tre Fiumi carniolani, situato in piazza Civica a Lubiana, è opera dello scultore italiano Francesco Robba ed è uno dei simboli della capitale slovena. Sull'obelisco c'è un'iscrizione latina: MDCCLI Francesco Robba Fecit - 1751.
- La maggior parte degli obelischi in Ucraina sono dedicati ai caduti della Seconda Guerra Mondiale, i più famosi si trovano Odessa - è stato eretto nel 1960, Znam"janka – 1968 e Kiev - 1982.

## Citazioni
- Il nome del personaggio dei fumetti Obelix (dalla serie Asterix il gallico) deriva dalla parola obelisco, ma la sua origine è più direttamente dall'uso della parola come un simbolo di punteggiatura alternativo, l'obelisco, nello stesso modo in cui Asterix deriva da asterisco.
- Nella serie anime e nel manga Yu-Gi-Oh!, Obelisco del tiranno è una delle tre Carte delle divinità egizie.